# Benkt Söderborg
Benkt Johannes Antidotos Söderborg, född 3 februari 1881 i Stora Mellösa socken, död 2 januari 1955 i Enskede församling i Stockholm, var en svensk skolman.
Benkt Söderborg var son till folkskolläraren och organisten Andreas Söderborg och Johanna Maria Mathilda Fröberg. Han avlade mogenhetsexamen i Örebro 1898 och blev 1903 filosofie kandidat vid Uppsala universitet samt 1910 filosofie licentiat och 1913 filosofie doktor vid Stockholms högskola. Söderborg tjänstgjorde därefter vid olika läroanstalter samt blev 1912 adjunkt vid Norra realläroverket i Stockholm, där han 1919 blev lektor i fysik (företrädesvis) och kemi och vars rektor han var 1926–1946. Vid Sofi Almquists samskola var han även lärare 1908–1925 och studierektor från 1910. Genom sina idrottsintressen var han verksam bland annat inom skolidrotten och Svenska turistföreningens styrelse. Han var även ordförande i de allmänna läroverkens rektorsförening. Bland allmänna värv märks att han var ordförande i Lantförsvarets utbildningskommission 1940–1941 och hos värntjänstutbildningssakkunniga 1940. Förutom sin doktorsavhandling i fysik 1913 utgav Söderborg ett par läroböcker, Lärobok i praktisk fysik för svenska skolor (1-2, 1907–1908) och Populär astronomi (tillsammans med Carl Rendahl, 1921).